# Showtime, Storytime
Showtime, Storytime è il quarto album dal vivo e terzo album video del gruppo musicale finlandese Nightwish, pubblicato il 29 novembre 2013 dalla Nuclear Blast.

## Descrizione
Il concerto è stato registrato durante il Wacken Open Air, a Wacker, in Germania, il 3 agosto 2013. Si tratta inoltre della prima pubblicazione dei Nightwish ad avere come cantante Floor Jansen, unitasi inizialmente al gruppo solo come sostituta di Anette Olzon e successivamente diventata componente ufficiale della formazione insieme al polistrumentista Troy Donockley.
L'album contiene anche un documentario di 120 minuti sui primi giorni di Jansen nella band come semplice sostituta e il suo graduale adattamento alla band.

## Tracce

### DVD 1
Testi e musiche di Tuomas Holopainen, eccetto dove è indicato
1. Dark Chest of Wonders – 4:33
2. Wish I Had an Angel – 4:49
3. She Is My Sin – 4:55
4. Ghost River – 6:05
5. Ever Dream – 5:21
6. Storytime – 5:38
7. I Want My Tears Back – 6:44
8. Nemo – 4:45
9. Last of the Wilds – 6:32
10. Bless the Child – 7:06
11. Romanticide – 5:40 (Tuomas Holopainen, Marco Hietala)
12. Amaranth – 4:26
13. Ghost Love Score – 10:31
14. Song of Myself – 7:53
15. Last Ride of the Day – 4:34
16. Outro: Imaginaerum – 6:16 (Tuomas Holopainen, Pip Williams)

Tracce bonus
1. I Want My Tears Back (Live From Helsinki) – 5:27
2. Ghost Love Score (Live From Buenos Aires) – 11:00

### DVD 2
1. Please Learn The Setlist In 48 Hours (Documentary) – 2:00:11
2. Nightwish Table Hockey Tournament – 16:33
3. Christmas Song for a Lonely Documentarist – 3:39

### CD 1
1. Dark Chest of Wonders – 4:33
2. Wish I Had an Angel – 4:49
3. She Is My Sin – 4:55
4. Ghost River – 6:05
5. Ever Dream – 5:21
6. Storytime – 5:38
7. I Want My Tears Back – 6:44
8. Nemo – 4:45
9. Last of the Wilds – 6:32

### CD 2
1. Bless the Child – 7:06
2. Romanticide – 5:40
3. Amaranth – 4:26
4. Ghost Love Score – 10:31
5. Song of Myself – 7:53
6. Last Ride of the Day – 4:34
7. Outro: Imaginaerum – 6:16

## Formazione
- Floor Jansen – voce femminile
- Emppu Vuorinen – chitarre
- Tuomas Holopainen – pianoforte, tastiere
- Marco Hietala – basso, voce maschile
- Jukka Nevalainen – batteria, percussioni
- Troy Donockley – uilleann pipes, flauto

## Classifiche

### CD
| Classifica (2013)          | Posizione massima |
| -------------------------- | ----------------- |
| Belgio (Fiandre)           | 184               |
| Belgio (Vallonia)          | 158               |
| Corea del Sud              | 49                |
| Finlandia                  | 34                |
| Germania                   | 6                 |
| Regno Unito                | 126               |
| Regno Unito (independent)  | 13                |
| Regno Unito (rock & metal) | 5                 |
| Svizzera                   | 52                |

### DVD
| Classifica (2013) | Posizione massima |
| ----------------- | ----------------- |
| Belgio (Fiandre)  | 15                |
| Belgio (Vallonia) | 6                 |
| Finlandia         | 1                 |
| Francia           | 2                 |
| Germania          | 1                 |
| Paesi Bassi       | 14                |
| Svezia            | 2                 |